# Tommy Steiner
Tommy Steiner, bürgerlich: Karl-Heinz Steiner, (* 7. Oktober 1962 in Aalen) ist ein deutscher Schlagersänger.

## Leben
Steiner wuchs im heutigen Aalener Stadtteil Brastelburg in einer musikalischen Familie auf. Seine Mutter Lore Steiner ist semi-professionell in der Volkstümlichen Musik tätig und regional als „Jodlerin vom Härtsfeld“ bekannt.  Er erlernte als Kind Gitarre, Schlagzeug und diatonisches Akkordeon. Im Alter von 15 Jahren wurde er Mitglied der lokalen Band „Diamonds Original“, mit der er Konzerte gab sowie auf Tanzmusikveranstaltungen spielte.
Nach der Schule leistete er seinen Wehrdienst und studierte anschließend Betriebswirtschaftslehre und Rechtswissenschaften. Nebenbei bewarb er sich bei einem Gesangswettbewerb, den er gewann.
Jürgen Kramer produzierte mit ihm die Single Die Fischer von San Juan, die ihm sofort einen Hit bescherte. Es folgten weitere Singles wie Das Märchen von Rhodos, Das ewige Feuer, Wenn dein Herz dir nicht sagt, die fast alle zu Hits wurden. Steiner war in mehreren Fernsehsendungen zu sehen und zu hören, so in Die goldene Eins und der ZDF-Hitparade.
Mit dem von Hanne Haller und Ramona Leiß geschriebenen Titel Insel im Wind nahm er 1988 an der deutschen Vorentscheidung zum Eurovision Song Contest teil. Zudem sang er das deutsche Titellied der australischen TV-Familienserie Nachbarn.
Anfang der 1990er Jahre war Steiner auch als Schauspieler tätig. Er spielte 1993 in der RTL-Komödie Hochwürden erbt das Paradies unter der Regie von Otto Retzer. Seine Schauspielkollegen waren unter anderem Hans Clarin, Jochen Busse, Dagmar Koller, Kurt Weinzierl und Julia Biedermann.
Inzwischen ist Steiner überwiegend als Komponist, Texter, Produzent und Verleger tätig. Er schreibt unter anderem Titel für seine Kollegen Michelle und Leonard. Doch hat er auch immer wieder neue Singles und Alben als Sänger veröffentlicht.
Anlässlich seines 30-jährigen Bühnenjubiläums veröffentlichte Tommy Steiner im September 2013 nicht nur das Album Folge dem Fieber, dessen gleichnamige Single zum Auftakt ausgekoppelt wurde, sondern auch eine Zusammenstellung der erfolgreichsten Titel aus 30 Jahren seiner Karriere.

## Ehrungen
- Goldene Antenne des Belgischen Rundfunks (BRF)
- Goldene Stimmgabel 1984

## Diskografie

### Singles
- 1983: Die Fischer von San Juan
- 1983: Das Märchen von Rhodos
- 1984: Das ewige Feuer
- 1984: Wenn dein Herz dir nicht sagt
- 1984: Der Morgen danach
- 1985: Märchenland
- 1985: Ich deck’ mich zu mit meinen Träumen
- 1985: Der Stern von Korsika
- 1986: Jennifer
- 1986: Eine Liebe ist vorbei
- 1987: Parlez-vous francais
- 1987: So schön wird’s nie wieder sein
- 1987: Es ist ein Wunder gescheh’n
- 1988: Insel im Wind
- 1988: Santa Marlena
- 1989: Ich bin verrückt nach dir
- 1990: Cherchez la femme (Traummädchen)
- 1990: Dieser Sommer in Italia
- 1991: Ich bin lieber frei
- 1991: Ganz allein
- 1992: Rote Lippen
- 1993: Wer die Augen schließt (wird nie die Wahrheit seh’n) (als Teil von Mut zur Menschlichkeit)
- 1993: Bei dir hab ich ein Gefühl
- 1993: Angel Eyes
- 1995: Brennende Herzen
- 1996: Ich habe dich nie aus den Augen verlor’n
- 1997: Sag' noch einmal Kuschelbär
- 1997: Königin der Nacht
- 1997: Es war keine Liebelei
- 1998: Es ist viel zu lange her
- 1999: Tanz’ noch einmal mit mir
- 1999: Ich bin da
- 2000: Hey Süße
- 2000: Anita tanz
- 2000: Meine Sehnsucht
- 2000: Tommys Hit-Mix 1
- 2000: Weihnachtszeit – Schöne Zeit
- 2001: Komm in meine Arme, Kleine
- 2002: Julia
- 2002: Es ist Sommer
- 2003: Lass uns lieben
- 2005: Es geht schon wieder los
- 2006: Angelina
- 2009: Spiel mit mir Liebe
- 2013: Folge dem Fieber

### Alben
- 1983: Tommy Steiner
- 1984: Frei sein für die Träume
- 1985: Sommerwind
- 1986: Wie neu geboren
- 1988: Schön, dass du bei mir bist
- 1989: Tommy Steiner
- 1991: Sehnsucht und Abenteuer
- 1993: Zeit für Gefühle
- 1997: Ganz nah
- 2000: Ich bin da
- 2002: Komm in meine Arme
- 2003: Liebesrausch
- 2004: Wilde Jahre
- 2008: Herzbeben
- 2013: Folge dem Fieber

### Filme
- 1993 Hochwürden erbt das Paradies [Rolle: Robert] und Musik